# جانکارلو مالکور
جانکارلو مالکور (انگلیسی: Giancarlo Malcore؛ زادهٔ ۲۶ دسامبر ۱۹۹۳) بازیکن فوتبال است.
از باشگاه‌هایی که در آن بازی کرده‌است می‌توان به باشگاه فوتبال لچه اشاره کرد.